# Kazimierz Rejchel
Kazimierz Rejchel lub Reichel (ur. 19 października 1797 w Warszawie, zm. 8 grudnia 1870 w Nowogrodzie Wielkim) – polski inżynier, generał major rosyjskiego Cesarskiego Korpusu Inżynierów.

## Życie
W 1816 r. jako pierwszy Polak ukończył Instytut Korpusu Inżynierów Komunikacji w Petersburgu w stopniu chorążego. Od 1818 r. jako podporucznik służył I oddziale IV okręgu Korpusu Inżynierów Komunikacji, od maja 1819 jako porucznik przydzielony do rezerwy i oddelegowany do budowy koszar pod dowództwem pułkownika Tretera w miejscowości Otradnoe. Awansowany na kolejne stopnie wojskowe kapitana (1823), majora (1825), podpułkownika (1829) i pułkownika (1832). Od 1823 był naczelnikiem wszystkich robót mostowych na drodze publicznej Petersburg-Moskwa, stosując już wtedy potokową produkcję małych mostów i przepustów. W latach 1824–1831 zaprojektował i wybudował wyróżniający się wówczas most drewniany łukowy z 11 przęseł, ogólnej długości ok. 240 m, na rzece Wołchow w Nowogrodzie Wielkim. Model tego mostu znajduje się dotąd w muzeum Instytutu. Za budowę mostu otrzymał nagrodę 3000 rubli. Od 1838 był naczelnikiem I Okręgu Komunikacji. Przeszedł na emeryturę w stopniu generała dywizji. Posiadał majątki w powiatach ustiużeńskim i borowickim w guberni nowogrodzkiej oraz dom z posesją w Nowogrodzie Wielkim. Został pochowany obok kościoła Wielkiej Męczennicy Barbary w Uście.

### Odznaczony
order św. Włodzimierza IV klasy. (20.7.1821), order św. Anny 2 kl. z brylantami, order św. Anny 3 klasy.

## Życie prywatne
Urodził się w rodzinie pochodzącej z Niemiec, był synem kierownika Mennicy Warszawskiej Johanna Reichela (1746-1801). Jego braćmi byli portrecista i malarz miniatur Karol Christian Reichel (1788-1857) i medalier Jakub (1780-1856). Dwukrotnie żonaty: pierwszy raz z Anną Andriejewną z domu Tatarinową, drugi raz z Anną Pietrowną z domu Lupandiną, Miał dziesięcioro dzieci: Aleksieja (1833-1895), Zofię, Władimira (1836-1899), Aleksandra (1838-1871), Margaritę, Jakowa, Olgę, Piotra (1845-1906) Elenę i Konstantina (1850-1917).